# 王新元 (1940年)
王新元（1940年1月—），男，上海人，中华人民共和国外交官，曾任中华人民共和国驻萨摩亚独立国特命全权大使。

## 生平
1965年，毕业于北京外国语学院，进入中华人民共和国外交部工作。1997年8月，出任中华人民共和国驻萨摩亚大使。2002年2月，自驻萨摩亚大使离任。